# Казале Кастањола (Рим)
Казале Кастањола је насеље у Италији у округу Рим, региону Лацио.
Према процени из 2011. у насељу је живело 84 становника. Насеље се налази на надморској висини од 44 м.